# Bewakoofian
Pour plus de détails, voir Fiche technique et Distribution.
Bewakoofiyaan (anglais : Stupidities)  est un film indien de Bollywood réalisé par Nupur Asthana, sorti en salles en 2014.
Écrit par Habib Faisal et produit par Aditya Chopra, cette comédie romantique est interprétée par Rishi Kapoor, Ayushmann Khurrana et Sonam Kapoor dans les rôles principaux.

## Synopsis
Mohit Chadhdha (Ayushmann Khurrana), expert en marketing, et Mayera Sehgal (Sonam Kapoor), travaillant dans le finance, sont amoureux. Mais le père de Mayera, un bureaucrate obstiné, V.K. Sehgal (Rishi Kapoor), s'oppose fermement à cette relation, persuadé que seul un homme plus riche est à même d'assurer le bonheur de sa fille.
Mais la crise et le manque d'argent mettent à mal l'amour des deux tourtereaux accros de la carte de crédit.

## Fiche technique
Titre : Bewakoofiyaan 

Réalisation : Nupur Asthana

Sccénario :Habib Faisal 

Production : Aditya Chopra

Société de production : Yash Raj Films

Musique composée par : Raghu Dixit

Budjet : 22 crores

Langue : Hindi

## Distribution
- Rishi Kapoor : V.K. Sehgal
- Ayushmann Khurrana : Mohit Chadhdha
- Sonam Kapoor : Mayera Sehgal

## Production
Cette satire a été écrite par l'écrivain/réalisateur Habib Faisal et produit par Aditya Chopra. C'est le second film de la réalisatrice Nupur Asthana pour les studios YRF pour lesquels elle avait réalisé son premier film, Mujhse Fraaandship Karoge.